# Front de Lluita per la Independència Nacional de Guinea
El Front de Lluita per la Independència Nacional de Guinea (portuguès: Frente de Luta pela Independência Nacional da Guiné, FLING) va ser un moviment polític de Guinea Bissau. Fou fundat per grups que s'oposaven a la doctrina marxista d'Amílcar Cabral i al Partit Africà per la Independència de Guinea i Cap Verd (PAIGC), però va tenir un paper menor en la lluita d'alliberament nacional contra el domini colonial portuguès.
La federació sindical nacional União Geral dos Trabalhadores de Guiné Bissau estava relacionada amb el FLING en el període anterior a la independència.

## Història
El FLING va ser fundat a Dakar (Senegal) el 3 d'agost 1962 com una aliança de set partits, inclosos el Moviment d'Alliberament de Guinea, Unió Popular de Guinea i la Unió de Natius de la Guinea Portuguesa. A diferència del seu rival PAIGC, va demanar la separació de Guinea Bissau i les illes Cap Verd, i va rebre el suport de la diàspora manjacs al Senegal, França i Gàmbia.
Va dur a terme algun tipus d'acció militar a la frontera nord, prop de Susana i São Domingos a principis de 1960, però després de resistir els intents de l'Organització de la Unitat Africana perquè es fusionés amb el PAIGC, l'organització va tenir poca participació en la guerra d'independència. Després que es va assolir la independència el 1974 el PAIGC va veure el FLING com una amenaça i els seus membres van ser perseguits.
Quan la política multipartidista es va introduir en la dècada de 1990, el FLING va ser legalitzat el 24 de maig de 1992. Així mateix, va presentar-se a les eleccions generals de 1994 i va obtenir un escó a l'Assemblea Nacional Popular. A les eleccions presidencials va presentar François Mendy, que havia estat el seu líder des de la dècada de 1960. Mendy va quedar el cinquè 3% dels vots, però va assolir l'únic escó del partit.
La crisi de lideratge portà al lideratge a José Mendes Catengul durant les eleccions de 1999. El partit va perdre el seu escó a l'Assemblea, i Mendes va quedar desè en les eleccions presidencials amb només l'1,4% dels vots. El 2003 el partit es va unir a l'aliança Plataforma Unida, que es va presentar a les eleccions legislatives de 2004, però no va poder obtenir un escó.